# Julien Sebag
Julien Sebag (* 1976) ist ein französischer Mathematiker, der sich mit arithmetischer und algebraischer Geometrie befasst.

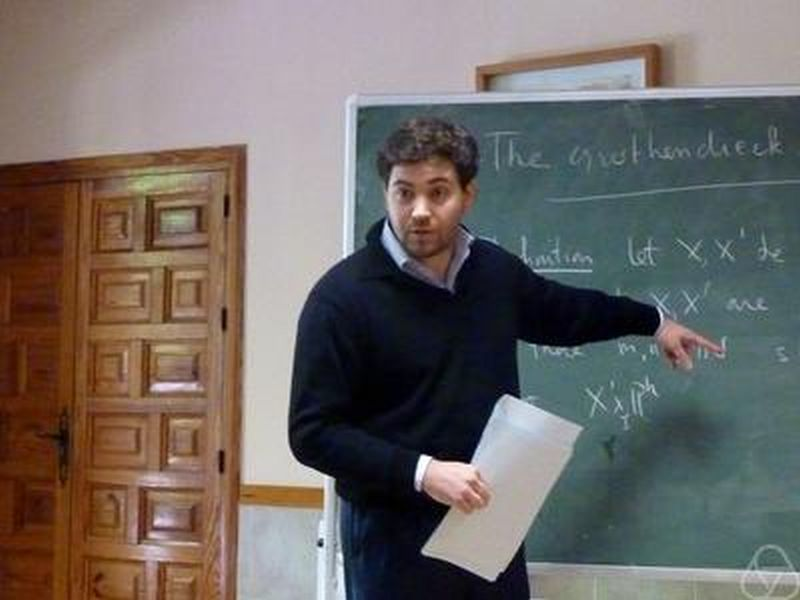
Julien Sebag, 2010

## Leben
Sebag wurde 2002 an der Universität Paris VI bei François Loeser promoviert und war ab 2003 Maître de conférences an der Universität Bordeaux I. 2009 wurde er Professor an der Universität Rennes I und 2015 Professeur de première classe. Für 2017 wurde ihm der Ferran-Sunyer-i-Balaguer-Preis zugesprochen.
Er befasst sich mit motivischer Integration (nach Jan Denef, François Loeser) und mit Johannes Nicaise der motivischen Monodromievermutung von Denef und Loeser.
Zu seinen Mitarbeitern gehören unter anderem die Mathematiker David Bourqui, Professor an der Universität Rennes 1, Antoine Chambert-Loir, Professor an der Universität Paris VII (Paris Diderot), Ana Reguera, Professor an der Universität Valladolid.

## Schriften
- mit Ralf Cluckers, Johannes Nicaise (Herausgeber): Motivic Integration and its Interactions with Model Theory and Non-Archimedean Geometry. 2 Bände, London Mathematical Society Lecture Notes Series 383, 384, Cambridge University Press, 2011
  - darin mit Nicaise: Motivic invariants of rigid varieties, and applications to complex singularities, The Grothendieck ring of varieties
- mit Nicaise, Antoine Chambert-Loir: Motivic Integration. Progress in Mathematics, Birkhäuser 2014
- mit Nicaise: Motivic Serre invariants, ramication, and the analytic Milnor fiber. In: Invent. Math. Band 168, 2007, S. 133–173, Arxiv
- mit Nicaise: Motivic Serre Invariants of Curves. In: Manuscripta Mathematica. Band 128, 2007, S. 105–182
- Rationalité des séries de Poincaré et des fonctions zêta motiviques. In: Manuscripta Math. Band 115, 2004, S. 125–162
- Integration motivique sur les schémas formels. In: Bull. Soc. Math. France. Band 182, 2004, S. 1–54, Arxiv
- mit François Loeser: Motivic integration on smooth rigid varieties and invariants of degenerations. In: Duke Math. J. Band 119, 2003, S. 315–344, Arxiv